# Yovánna
Yovánna (grec moderne : Γιοβάννα), de son vrai nom Ioánna Fássou Kalpaxí (Ιωάννα Φάσσου Καλπαξή), née le 14 novembre 1940 à Amaliáda, est une chanteuse et écrivaine grecque.

## Biographie
Ioánna Fássou Kalpaxí est la fille de Kóstas Fássos. Enfant, elle chante dans une chorale et apprend le piano et la danse. À 14 ans, elle prend des cours de chant. Elle forme sa voix au Conservatoire d'Athènes. Après son diplôme de chant, elle donne des concerts en Grèce.
Elle se tourne vers la musique populaire et prend le nom de Yovánna. Elle chante dans tous les grands festivals à Athènes et en Thessalonique. Elle chante des chansons de Míkis Theodorákis. Elle a aussi un grand succès à Chypre et en Géorgie. Elle donne des concerts et apparaît à la radio et à la télévision en France, en Italie, en Israël, au Brésil, en Allemagne, en Turquie et en Suisse.
En 1965, elle représente la Suisse au Concours Eurovision de la chanson 1965. La chanson Non – à jamais sans toi finit à la 8e place du Concours.
En Allemagne, elle signe un contrat avec Ariola puis Polydor.
Elle cesse sa carrière musicale dans les années 1970. Elle retourne en Grèce, épouse l'avocat Dimítris Kalpaxís et se consacre à la littérature, elle publie sept romans.